# Sōran Bushi

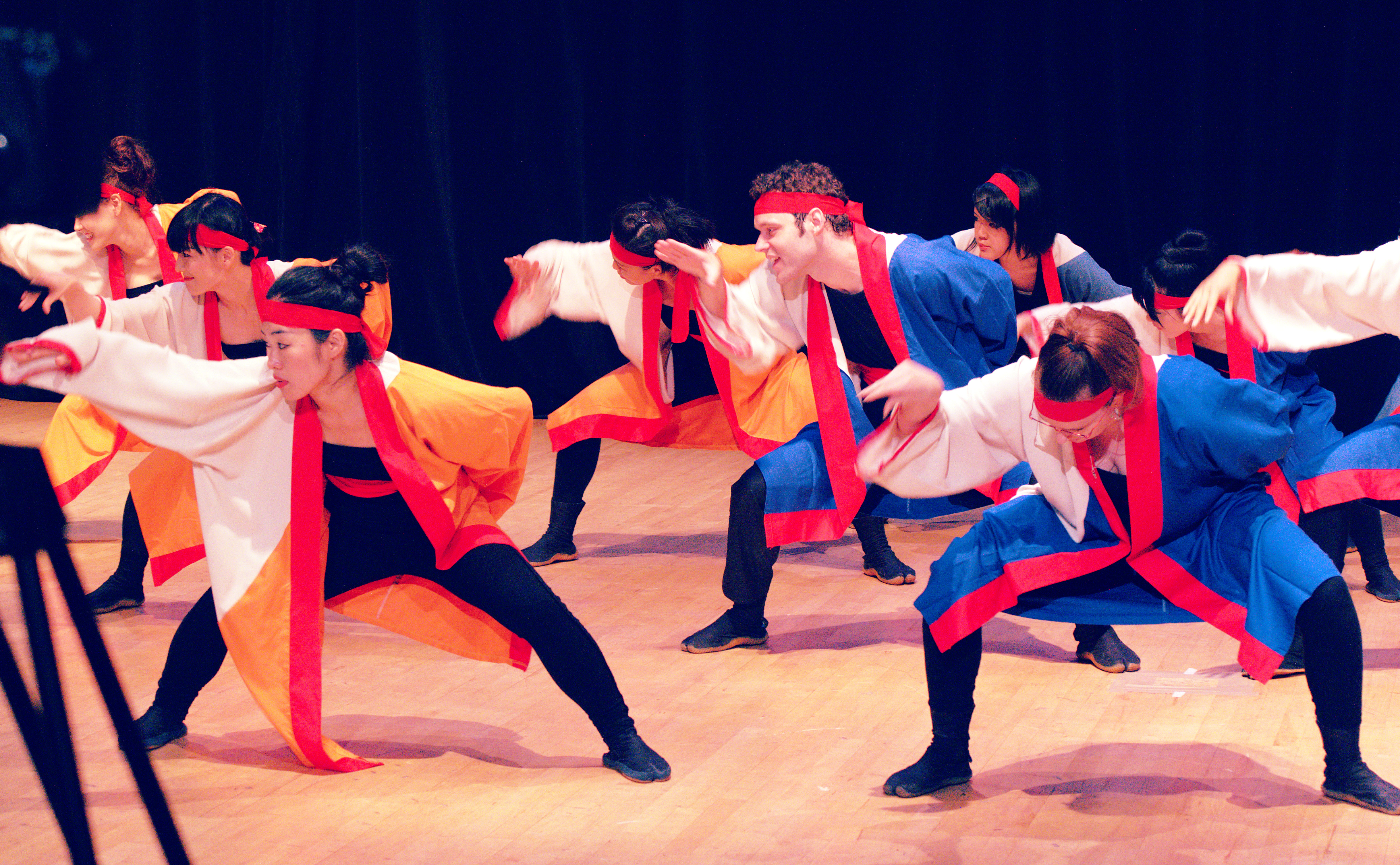
Início da coreografia Soran Bushi

Sōran Bushi (ソーラン節) é uma das mais tradicionais danças acompanhadas de música (min'yo) do Japão. É um celeuma que acredita-se ter sido inventado pelos pescadores em Hokkaido.
O soran bushi é tocado no Bon Odori em várias partes do Japão, e o seu estilo de dança data de várias gerações atrás. A dança mostra gestos do mar, como as ondas no início da dança, e também as atividades dos pescadores, como puxar as redes, arrastar cordas e colocar cargas em suas costas. Essa dança é ensinada em várias escolas pelo Japão como parte do currículo escolar.

Em intervalos regulares na música, as palavras "Dokkoisho!" e "Soran!" são exaltadas. Essas palavras eram usadas no passado para encorajar e dar forças aos pescadores durante o seu trabalho.